# Messecenter Herning
Messecenter Herning eller MCH A/S er en virksomhed og et bygningskompleks, der ligger i den sydlige del af Herning. Det består af 15 haller med 110.000 indendørs m² til messer, sport, koncerter, udstillinger og meget mere. Udendørs råder MCH Messecenter Herning over 400.000 m², der omfatter bl.a. MCH Outdoor Arena og MCH Concert Arena, der har haft Bruce Springsteen, Coldplay og Grøn Koncert på programmet i 2009. 
Messecentret blev indviet i 1954. Dengang var navnet Herning Hallen, og bestod af en enkelt messe-hal. I 1964 stod yderligere 5 haller klar, og blev taget i brug til Handels- og Industrimessen, bedre kendt som HI messen, der i dag er den største af sin slags i Skandinavien. Op igennem 70'erne, 80'erne og 90'erne udviklede messecentret sig yderligere til det kompleks man ser i dag. MCH Messecenter Herning indgår i dag i koncernen MCH Messecenter Herning Kongrescenter, der også består af MCH Herning Kongrescenter og MCH Arena, der er hjemmebane for Superliga-holdet FC Midtjylland. 
Hvert år afholdes der 15 til 20 udstillinger og messer samt 40 til 60 store arrangementer. I 2009 gæstede Bruce Springsteen MCH, og gav koncert foran 50.000 mennesker – Det er den hidtil største koncert, afholdt i MCH. Kort tid efter gæstede også Coldplay MCH, hvor 37.500 gæster var med til at skyde Coldplays europa-turné i gang. Af andre større begivenheder kan nævnes Holiday On Ice, der er en tilbagevendende begivenhed i MCH, Danmarks Radios årlige sports-galla, VM i brydning (2009) og Yamaha Supercross Herning. Andre store arrangementer er bl.a. Super Six boksekampen mellem Mikkel Kessler og Carl Froch (April 2010), EM i håndbold for kvinder i 2010 og UEFA U/21 EM-slutrunden i fodbold (juni 2011). 
Hvert år har MCH Messecenter Herning over en halv mio. gæster. Samlet har oplevelseskoncernen godt en mio. gæster. 
I perioderne 1974-1983 og 1995-1998 dannede centrets Hal B – også kendt som Den Runde Hal – rammen om seksdagesløbet i Herning. 

## Jyske Bank Boxen
Koncernens seneste facilitet, Boxen, er en multifleksibel arena, som anvendes til sportbegivenheder, koncerter mm. Den 20. oktober 2010 indviede Lady Gaga arenaen, har pga. sponsorat fået navnet Jyske Bank BOXEN. De første store sportsbegivenheder var EM i håndbold for kvinder i 2010, hvor mellemrunden og de afsluttende finalekampe blev spillet i arenaen. Andre kunstnere der har optrådt i arenaen er bl.a. Prince, Linkin Park, Kylie Minogue med verdenspremieren på Aphrodite Tour 2011 og Elton John med perkussionisten Ray Cooper. Justin Bieber har også optrådt i Herning 1. april 2011.
Design- og interiøsmessen Formland, der afholdes to gange årligt, afholdes her.

## Vision 2025
Den 1. november 2000 fremlagde MCHs administrerende direktør Georg Sørensen en omfattende udviklingsplan for MCH, Vision 2025. Den omfatter en plan for infrastrukturen i og omkring Herning, en "superarena", et stadion, en erhvervspark, en drive-in biograf, et oplevelsesland og en højbane. 
De første etaper af udviklingsplanen er realiseret med byggeriet af Hal M, og MCH Arena i 2004 samt Boxen i oktober 2010. Næste fase i Vision 2025 er MCH TimeWorld – en oplevelsesattraktion med udgangspunkt i begrebet tid.
Løbende er infrastrukturen omkring Herning udviklet med nye motor- og motortrafikveje. I begyndelsen af oktober 2006 blev 15 km motorveje og 10 km motortrafikveje åbnet for trafik i Herning-området. I 2007 blev motorvejen mod Brande åbnet, og resten af strækningen imellem Herning og Vejle forventes indviet i 2013.